# Gauliga Niedersachsen 1938/39
De Gauliga Niedersachsen 1938/39 was het zesde voetbalkampioenschap van de Gauliga Niedersachsen. VfL Osnabrück werd kampioen en plaatste zich voor de eindronde om de Duitse landstitel, waar de club in de groepsfase uitgeschakeld werd.

## Eindstand
| Plaats | Club                      | Wed. | W  | G | V  | Saldo | Ptn.  |
| ------ | ------------------------- | ---- | -- | - | -- | ----- | ----- |
| 1.     | VfL Osnabrück             | 18   | 12 | 2 | 4  | 46:11 | 28:8  |
| 2.     | Hannoverscher SV 96       | 18   | 13 | 2 | 3  | 67:19 | 28:8  |
| 3.     | SV Eintracht Braunschweig | 18   | 11 | 3 | 4  | 35:19 | 25:11 |
| 4.     | SV Werder Bremen          | 18   | 10 | 5 | 3  | 32:20 | 25:11 |
| 5.     | MSV Jäger 7 Bückeburger   | 18   | 7  | 5 | 6  | 41:30 | 19:17 |
| 6.     | VfB 1904 Peine            | 18   | 6  | 4 | 8  | 30:49 | 16:20 |
| 7.     | ASV Blumenthal            | 18   | 6  | 1 | 11 | 20:31 | 13:23 |
| 8.     | Militär SV Lüneburg       | 18   | 4  | 4 | 10 | 26:42 | 12:24 |
| 9.     | SV Arminia Hannover       | 18   | 5  | 2 | 11 | 21:39 | 12:24 |
| 10.    | SV Algermissen 11         | 18   | 0  | 2 | 16 | 23:87 | 2:34  |

|  | Kampioen   |
|  | Degradatie |

## Promotie-eindronde

### Groep Noord
| Plaats | Club             | Wed. | Saldo | Ptn. |
| ------ | ---------------- | ---- | ----- | ---- |
| 1.     | TuSG Schinkel 04 | 4    | 9:5   | 6:2  |
| 2.     | Bremer SV 06     | 4    | 13:6  | 5:3  |
| 3.     | Teutonia Uelzen  | 4    | 7:18  | 1:7  |

|  | Promotie |

### Groep Zuid
| Plaats | Club                       | Wed. | Saldo | Ptn. |
| ------ | -------------------------- | ---- | ----- | ---- |
| 1.     | SV Linden 07               | 4    | 7:3   | 6:2  |
| 2.     | 1. SC Göttingen 05         | 4    | 5:5   | 5:3  |
| 3.     | Luftwaffen-SV Wolfenbüttel | 4    | 2:6   | 1:7  |

|  | Promotie |